# Puss (film)
Puss är en svensk romantisk komedi regisserad och skriven av Johan Kling från 2010. Filmen är en ensemblefilm och i huvudrollerna syns Alexander Skarsgård, Gustaf Skarsgård, Susanne Thorson, Michael Segerström, Moa Gammel, Philomène Grandin och Vera Vitali. Filmen handlar om ett par neurotiska kvinnor som driver en amatörteater på en bakgata i Stockholm och männen runt dem. Den utspelar sig under 48 timmar kring och på teatern.
Inspelningen började hösten 2008, men projektet lades på is när Kling blev sjukskriven. Efter den kritikerrosade Darling, tänkte han göra en film om Harry Schein, men beslöt sig för Puss historia när en hemlös man bodde i hans tvättstuga. En hemlös man har även en liten och symbolisk roll i filmen. Puss hade en budget på 21,5 miljoner kronor, varav 7 miljoner var från Svenska filminstitutet, och drog in cirka 1,5 miljoner under sina fyra veckor på bio. Filmen mottogs med blandade recensioner. Majoriteten av kritikerna tyckte inte att filmen nådde upp till den rörande och gripande Darling.

## Produktion

### Utveckling
Puss skrevs "snabbt" av Johan Kling, som regisserade filmen. Handlingen utspelar sig på en amatörteater och fokuserar på ett par kvinnor och männen runt dem. Kling sa att filmen inte handlar om teater och skådespeleri, "snarare rör det sig om intriger, försyndelser och mänskliga svagheter som alkohol, sex och tjuvaktighet. Och om rätten att inte vara så jävla perfekt jämt." Han sa att filmen var lik sina tidigare projekt, men sa att den var mer som "Johan Kling 'on a good day'". Till skillnad från Darling har inte Puss ett sorgligt slut och Kling tänkte aldrig på att ha det, och sa: "Det här är en pastisch, en lite udda version av sängkammarfars, då hör det till att alla trådar dras i hop på slutet och att det slutar lyckligt. Jag ville göra slå-i-dörrar-komedi på ett värdigt sätt." Filmen hade smygpremiär inför 900 personer den 17 augusti 2010.

### Rollbesättning
Skådespelarna Michael Segerström och Michelle Meadows, som båda var med i Darling, har en huvudroll i Puss. Meadows var nykomling i skådespelarbranschen när hon spelade in Darling och i Puss är Susanne Thorson nykomling. Philomène Grandin gjorde sin långfilmsdebut.
Rollista
- Susanne Thorson – Katja
- Gustaf Skarsgård – Jon
- Alexander Skarsgård – Alex
- Philomène Grandin	– Jessica
- Michael Segerström – Pikner, hyresvärd
- Lotti Törnros – Lotten
- Gitte Witt – den mörka
- Lars Bringås – Sebastian
- Michelle Meadows – Michy
- Peter Carlberg – den hemlöse
- Moa Gammel – Mia
- Richard Ulfsäter – Andreas
- Vera Vitali – Natalie
- Erica Carlsson – Frida
- Emma Molin – Bitte
- Boman Oscarsson – advokaten
- Jessica Zandén – Jessicas mamma
- Filip Berg – flyttkille
- Afram Lahdo – flyttkille
- Homero Alvarez – Silvio & Friends
- Felipe Robles	– Silvio & Friends
- Jesper Lundberg – skådespelare
- Kristoffer Berglin – skådespelare
- Sofia Lindström – skådespelare
- Jonatan Sköld	– skådespelare
- Victor von Schirach – butiksbiträde

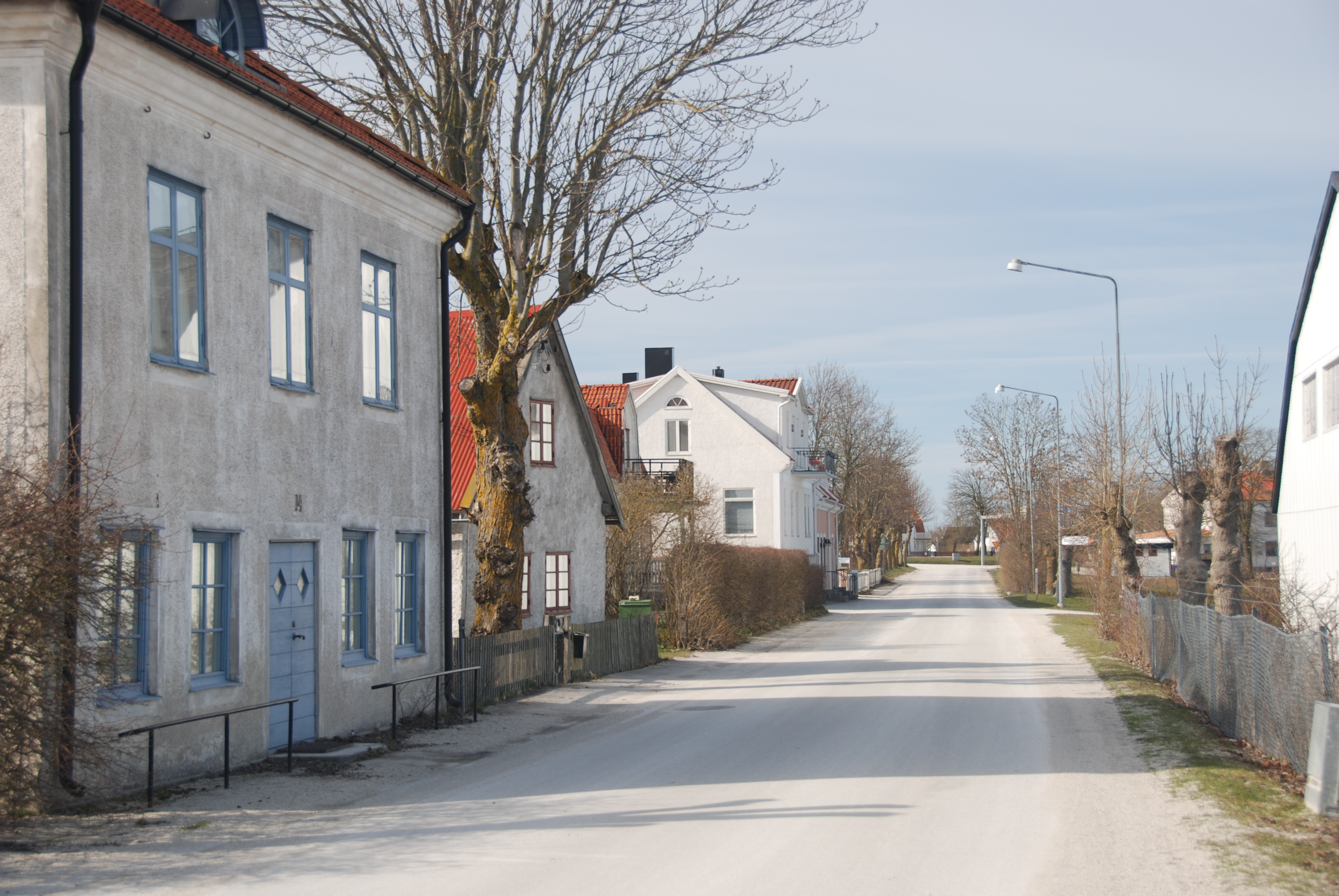
Inomhusscenerna spelades in i Fårösund på Kustateljén.

### Inspelning
Inspelningen påbörjades i november 2008. Efter tio dagar blev Kling sjukskriven för utbrändhet. Anledningen var att Kling ville "ha kontroll över allt" utan att ha tid eller ekonomisk uppbackning. På grund av avbrottet kostade det åtta miljoner extra. I april 2009 rapporterade Gotlands Allehanda att inspelningen skulle fortsätta. Inspelningen fortsatte sedan i augusti 2009 och var klar fyra veckor senare i september. Inomhusscenerna spelades in på Kustateljén i Fårösund och utomhusscenerna spelades in i Nyköping och Stockholm.

## Mottagande
Puss mottogs med svala recensioner från kritiker. Baserat på 17 professionella recensioner på Kritiker.se, har filmen ett medel på 2,8 av 5. Jens Peterson från Aftonbladet skrev att Puss var motsatsen till Klings debut Darling, som han tyckte "kändes som ett nedslag i verkligheten. Trovärdiga människor, oförutsägbara händelser. Gripande och rörande." Han hyllade Thorsons insats i filmen och gav filmen tre plus, och skrev, "En puss är det. Inga starka känslor, ingen upphetsning, ingen kyss som bränner till." Bodil Juggas från Arbetarbladet gav också filmen tre och skrev, "Jag tycker bra om Puss. För att den är så hopplöst obestämbar. För myllret av sitcomkaraktärer, och de väl använda Skarsgårdspojkarna. [...] I hans [Johan Klings] konstnärskap kommer också Puss att ha en plats."
Under helgen 20–22 augusti 2010 visades Puss i 48 biografer och drog in cirka 430 000 kronor. Filmen var den tolfte mest sedda biofilmen den helgen. Nästa helg visades den i 42 biografer och drog in cirka 280 800 kronor.